# Cheilopogon pinnatibarbatus californicus
Cheilopogon pinnatibarbatus californicus es una subespecie de Cheilopogon pinnatibarbatus, familia Exocoetidae. Fue descrita científicamente por Cooper en 1863.
Se distribuye por el Pacífico Oriental: Oregón, EE. UU. hasta el sur de Baja California. La longitud estándar (SL) es de 38 centímetros. Los adultos son epipelágicos y neríticos.
Está clasificada como una especie marina inofensiva para el ser humano.